# Pierre Jacotin
Pierre Jacotin (* 11. April 1765 in Champigny-lès-Langres, Département Haute-Marne; † 4. April 1827 in Paris) war ein französischer Kartograf und Ingenieur.

## Leben
Jacotin stammte aus einfachen Verhältnissen: seine Eltern Étienne und Jeanne Jacotin waren Kleinbauern. Nach kurzer Schulzeit schickte man ihn nach Korsika, wo sein Onkel mütterlicherseits, Dominique Testevuide (1735–1798), ein Katasterbüro leitete. Von diesem Onkel erlernte er den Beruf des Kartografen.
Als Napoleon Bonaparte 1798 seine Ägyptische Expedition plante, waren Testevuide und Jacotin die ersten Kartografen, die sich freiwillig meldeten. Sie schlossen sich der Commission des sciences et des arts an, welche die militärischen Aktionen Napoleons wissenschaftlich begleiten sollten. Sofort nach seiner Ankunft in Alexandria begann Jacotin, das Land zu vermessen. Unter seiner Leitung entstand die erste moderne Karte von Ägypten. Sein Onkel Testevuide war noch in der Militärverwaltung beschäftigt, als er am 21. Oktober 1798 vor dem Haus von General Maximilien Caffarelli in Kairo einem Attentat zum Opfer fiel.
Napoleon ernannte einige Tage nach der Ermordung Testevuides Jacotin zu dessen Nachfolger. Die Karten, welche Jacotin mit seiner Mannschaft erstellte, wurden später Teil der Text- und Bildsammlung Description de l’Égypte. Als am 20. Januar 1800 sich die Mitglieder des Institut d’Égypte in Kairo trafen, wurde Jacotin als Mitglied aufgenommen. Im Juli desselben Jahres stürzte Jacotin vom Pferd und erlitt dabei einen komplizierten Bruch des rechten Beines. Der Militärarzt und Kollege aus der „Commission“ Dominique Jean Larrey kümmerte sich um ihn.
Napoleon wurde auf Jacotin aufmerksam und berief ihn mit Wirkung vom 14. September 1800 in seinen Conseil privé de l’Égypte (etwa „persönlicher Ägypten-Rat“). Während seiner Genesung lernte er Marie Naydorff kennen, die Tochter eines Getreidehändlers aus Kairo. Am 7. Juli 1801 heiratete sie Jacotin in Kairo und im Dezember desselben Jahres kehrte das Ehepaar nach Frankreich zurück. Sie ließen sich in Paris (6. Arrondissement) nieder und Jacotin arbeitete weiter als Kartograf.
Am 16. Januar 1802 ernannte Napoleon Jacotin zum „Chef de la section topographique“, verbunden mit dem militärischen Rang eines „Chef de brigade“. Ab 10. März 1803 war Jacotin Dozent an der École speciale militaire in Fontainebleau (Département Seine-et-Marne). Dabei arbeitete unter anderem auch mit General Nicolas Antoine Sanson (1756–1824) zusammen, auf dessen Vorschlag hin Jacotin am 23. November 1808 zum „Colonel ingénieur-topographe“ ernannt wurde.
Am 15. Dezember 1821 gehörte Jacotin zu den Gründern der Société de Géographie, und auf seinen Vorschlag ernannte man den Mathematiker Pierre-Simon Laplace zu deren ersten Präsidenten.
Jacotin starb eine Woche vor seinem 62. Geburtstag am 4. April 1827 in Paris an den Spätfolgen seiner Beinverletzung. Er fand auf dem Friedhof Père-Lachaise (Div. 39) seine letzte Ruhestätte. Sein Freund und Kollege Edmé François Jomard wurde mit der Gestaltung der Grabstelle betraut, und er schmückte das Grab mit einem Obelisken.

## Ehrungen
- 17. Juni 1809 Ritter der Ehrenlegion
- 13. August 1814 Ritter des Ordre royal et militaire de Saint-Louis[3]
- 21. April 1821 Offizier der Ehrenlegion